# Minardi M01
A Minardi M01 egy Formula–1-es versenyautó, amelyet a Minardi csapat tervezett és versenyeztetett az 1999-es Formula–1 világbajnokság során. Pilótái Luca Badoer és Marc Gené voltak, iletve egy futam erejéig az előbbit helyettesítő Stéphane Sarrazin.

## Áttekintés
Ez egy teljesen új tervezésű autó volt, és már nem tartalmazott elemeket a csapat korábbi autóiról. Fontos újítása volt a csapatnak a magnéziumházas váltószerkezet, a meghajtásért pedig továbbra is a Ford-Cosworth motorok feleltek.
Az idényt két új pilótával kezdték meg, és a céljuk az alsóházban a minél jobb eredmény elérése volt. Nem kezdődött jól az év, mert Gené meg sem tudta futni a 107 százalékos időt - bár engedélyezték, hogy rajthoz álljon, mindkét Minardi kiesett. Badoer egy szezonközi teszten eltörte a karját, így helyette kellett beugrania Sarrazine-nek, aki ekkor a Prost Grand Prix tesztpilótája volt. Ez a brazil nagydíj volt az első és egyetlen futama a Formula–1-ben, amelyet ráadásul egy csúnya balesettel fejezett be.
A szezon közepére a csapat megbízhatósága javult ugyan, de eredmények tekintetében elkezdtek hátracsúszni. Az európai nagydíj kaotikus körülmények között zajlott és rendesen megbolygatta az erőviszonyokat. Badoer a futam egy részén a negyedik helyen is autózott, ami három pontot ért volna, ám nem sokkal a futam vége előtt váltóhiba miatt kiesett - az elkeseredésében síró Badoert a tévéközvetítésben is mutatták. Gené ezen a versenyen tudott egy pontot szerezni, ez volt a csapat egyetlen pontja az idényben, és négy év után az első pontszerzésük. Az Arrows csapat is ennyit ért el az idény során, a jobb eredményeik miatt őket rangsorolták előbb, így a Minardi konstruktőri tizedikként csak a BAR csapatot előzte meg.
A szezont követően az autóval többen is teszteltek Jerezben: Max Wilson, Norberto Fontana, Giorgio Vinella, Peter Sundberg és Fernando Alonso is.

## Eredmények
† - nem fejezte be a futamot, de rangsorolták, mert teljesítette a versenytáv 90 százalékát